# Verwaltungskooperation in Deutschland
Unter Verwaltungskooperation in Deutschland versteht man die unterschiedlichen Formen der Zusammenarbeit der öffentlichen Verwaltung oder von Gebietskörperschaften zwecks Lösung gemeinsamer Aufgaben (etwa der Daseinsvorsorge).

## Allgemeines
Verfassungsrechtlich ist die kommunale Selbstverwaltung zunächst nach Art. 28 Abs. 2 Satz 1 Grundgesetz (GG) auf die „Angelegenheiten der örtlichen Gemeinschaft“ beschränkt. Das sind diejenigen Bedürfnisse und Interessen, die in der örtlichen Gemeinschaft wurzeln oder auf sie einen spezifischen Bezug haben. Garantiert ist dabei nicht nur der Aufgabenbereich, sondern auch die Befugnis, in diesem Bereich die Geschäfte eigenverantwortlich zu führen. Zu den Bestandteilen der Selbstverwaltungsgarantie zählen das Recht der Gemeinde auf die Führung ihres einmal bestimmten Namens, die Gebietshoheit, die Organisationshoheit, nämlich die Kompetenz, für die Wahrnehmung der Aufgaben Abläufe und Entscheidungszuständigkeiten im Einzelnen zu regeln, die Personal- und die Finanzhoheit, die Planungshoheit (Befugnis, voraussehbare Entwicklungen längerfristig zu steuern, insbesondere für das eigene Gebiet die Bodennutzung festzulegen), die Förderung der Wirtschaft und der Umwelt sowie der Energieversorgung. Dem Gesetzgeber wird durch den Kernbereich der Selbstverwaltungsgarantie eine Grenze gezogen. Danach darf der Gesetzgeber eine Aufgabe mit relevantem örtlichen Charakter den Gemeinden nur aus Gründen des Gemeininteresses entziehen.

## Überörtliche Angelegenheiten
Art. 28 Abs. 2 Satz 1 GG verlangt eine Trennung von örtlichen und überörtlichen Angelegenheiten. Hieraus ergibt sich  eine räumliche Begrenzung des Betätigungsfeldes einer Gemeinde und ihrer kommunalen Unternehmen, was allerdings eine interkommunale  Tätigkeit ebenso wenig ausschließt wie punktuelle Auswirkungen wirtschaftlicher Tätigkeit auf dem Hoheitsgebiet von Nachbargemeinden. Das Grundgesetz nennt ausdrücklich auch überörtliche Angelegenheiten. Deshalb umfasst das Selbstverwaltungsrecht auch die Erlaubnis, die Gemeindegrenzen überschreitende Aufgaben gemeinsam mit anderen Kommunen wahrzunehmen. Aufgrund der kommunalen Selbstverwaltungsgarantie haben Kommunen das Recht zu entscheiden, wie sie ihre Aufgaben wahrnehmen, ob sie diese selbst oder durch private Dritte oder in Zusammenarbeit mit anderen Kommunen z. B. durch die Gründung oder den Beitritt zu einem sogenannten Zweckverband erledigen möchten. Der Zweckverband ist der zentrale Begriff der interkommunalen Kooperation und stellt die häufigste Form der Zusammenarbeit mehrerer Kommunen dar.
Auf Landesebene wurden deshalb Gesetze über die kommunale Gemeinschaftsarbeit erlassen, die die Voraussetzungen der interkommunalen Kooperation schaffen. Danach können die Gemeinden und Gemeindeverbände Aufgaben, zu deren Erfüllung sie berechtigt oder verpflichtet sind, gemeinsam wahrnehmen. Zu diesem Zweck können Arbeitsgemeinschaften begründet, Zweckverbände gebildet und öffentlich-rechtliche Vereinbarungen geschlossen werden (§ 1 Abs. 1 und 2 Gesetz über Kommunale Gemeinschaftsarbeit – GKG – für Nordrhein-Westfalen). Auch der Landkreis hat überörtliche Angelegenheiten wahrzunehmen, deren Bedeutung jedoch nicht über das Kreisgebiet hinausgeht (bspw. § 87 Abs. 1 Thüringer Kommunalordnung).

## Formen interkommunaler Kooperation
Formen öffentlich-rechtlicher Zusammenarbeit mit eigener Rechtsfähigkeit (siehe auch Gemeindeverband)
- Amt (in Brandenburg, Mecklenburg-Vorpommern und Schleswig-Holstein)
- Gemeindeverwaltungsverband (in Baden-Württemberg und Hessen)
- Samtgemeinde (in Niedersachsen)
- Verbandsgemeinde (in Rheinland-Pfalz und Sachsen-Anhalt)
- Verwaltungsgemeinschaft (in Bayern, Sachsen-Anhalt und Thüringen)
- Verwaltungsverband (in Sachsen)
- Zweckverband

Formen öffentlich-rechtlicher Zusammenarbeit ohne eigene Rechtsfähigkeit
- Arbeitsgemeinschaft
- Vereinbarte Verwaltungsgemeinschaft
- Verwaltungsgemeinschaft (in Hessen, Mecklenburg-Vorpommern, Sachsen, Schleswig-Holstein)
- Zweckvereinbarung

Formen privatrechtlicher Zusammenarbeit mit eigener Rechtsfähigkeit
- Verein, Kapitalgesellschaft

Formen privatrechtlicher Zusammenarbeit mit Teilrechtsfähigkeit
- Gesellschaft bürgerlichen Rechts, Personengesellschaft

Formen privatrechtlicher Zusammenarbeit ohne eigene Rechtsfähigkeit
- Werkvertrag, Kooperationsvertrag

Formen informeller Zusammenarbeit
- Arbeitsgemeinschaft
- Bürgermeisterkonferenzen
- Expertenrunde
- gemeinsamer Erfahrungsaustausch
- Interessensgemeinschaft
- Runder Tisch

sowie:
- Gemeindefusion
- Public Private Partnership (PPP)
- Interkommunaler Vergleich (IKV)

## Grenzen
Die Bildung von interkommunalen Verbänden darf nur soweit erfolgen, als die Delegation von Aufgaben nicht in einem Ausmaß vorgenommen wird, durch welches jegliche Kontrolle durch den Gemeinderat bzw. Kreistag im Rahmen der Ingerenzpflichten eingeschränkt oder gar ausgeschlossen wird. Für eine Kommune ist nach Art. 92 Abs. 1 Satz 1 Nr. 2 BayGemO unabdingbar, im Rahmen eines PPP-Vertrags Kontroll- und Einwirkungsrechte wie z. B. das Recht auf Ersatzvornahme zu vereinbaren, damit sie unverzüglich reagieren kann, wenn der private Kooperationspartner bei der Erledigung der öffentlichen Aufgabe Pflichtverletzungen begeht oder gegen gesetzliche Vorschriften verstößt. Diese  Einwirkungsbefugnis auf die Entscheidungsprozesse ausgegliederter PPP-Gesellschaften ist von der Kommunalaufsicht zu überwachen.